# Certificat d’Aptitude au Championnat International de Beauté
Certificat d’Aptitude au Championnat International de Beauté (CACIB), die Anwartschaft auf den Internationalen Schönheits-Champion, ist ein Titel, der für Rassehunde  vergeben wird.
Die Vergabe erfolgt durch die Fédération Cynologique Internationale (FCI) im Ergebnis Internationaler Hundeausstellungen auf der Basis des Reglements der FCI für das internationale Championat. Entsprechende Ausstellungen werden immer explizit als „Internationale Hundeausstellung mit CACIB der FCI“ bezeichnet.
Der nach dem Reglement nach entsprechenden Anwartschaften erreichbare Titel ist der Internationalen Schönheits-Champion (CIB Champion International de Beauté).